# Brasil nos Jogos Olímpicos de Inverno de 2006
O Brasil mandou 9 competidores para os Jogos Olímpicos de Inverno em 2006, em Turim, na Itália, quatro deles sendo da equipe masculina de bobsleigh. Foi a segunda maior delegação da história do país nos Jogos de Inverno, perdendo apenas para Salt Lake City 2002.
Isabel Clark, praticante de snowboard, carregou a bandeira na Cerimônia de Abertura. Clark também é a atleta brasileira que alcançou o melhor resultado histórico de participação brasileira nos Jogos de Inverno, ficando em nono lugar no snowboard.
Na equipe de Bobsleigh, o atleta substituto, Claudinei Quirino, é medalhista de prata nos Jogos Olímpicos de Verão, onde terminou em segundo em Sydney 2000 com a equipe brasileira de revezamento 4x100 m. Participando nos Jogos de Inverno, Quirino se torna o segundo atleta masculino brasileiro a ter participado tanto nos Jogos de Verão quanto de Inverno (o primeiro foi Matheus Inocêncio, que participou de Salt Lake 2002 e Atenas 2004). Por parte das mulheres, Jaqueline Mourão tornou-se a primeira brasileira a conseguir esse feito: ela participou da competição de Mountain Bike de Atenas 2004 e em Turim 2006, ela tomou parte na largada do Clássico 10 km feminino.

## Desempenho

### Bobsleigh
Em 13 de fevereiro, o Comitê Olímpico Brasileiro anunciou que o teste antidoping preventivo em Armando dos Santos, que foi feito no Brasil antes do embarque para a Itália, foi positivo para a substância proibida nandrolona. Armando foi expulso do time, sendo substituído pelo ex-velocista Claudinei Quirino, o substituto da equipe. Em 19 de fevereiro, o Comitê Olímpico Australiano entrou com um pedido junto ao Comitê Olímpico Internacional alegando que a classificação da equipe brasileira para as Olimpíadas foi inválida, e portanto a equipe brasileira não deveria competir. A alegação do Comitê australiano girava ao redor das circunstâncias da classificação: os brasileiros ganharam seu lugar nos Jogos vencendo uma eliminatória que distribuiu dois lugares nas Olimpíadas. Este evento aconteceu duas semanas após o teste antidoping de Armando dos Santos que deu positivo foi feito, apesar de que o resultado foi apenas divulgado em 13 de Fevereiro. Naquela eliminatória, a Nova Zelândia chegou em segundo, o que lhe garantiu da mesma forma uma vaga nas Olimpíadas e a equipe australiana ficou em terceiro. Portanto, os australianos alegaram que o resultado do Brasil deveria ser cancelado, dadas as circunstâncias, não conhecidas na época, de um resultado positivo de doping de um atleta da equipe do Brasil. Isto removeria a equipe brasileira das Olimpíadas e daria à Austrália a vaga, já que o segundo resultado válido da eliminatória (a Nova Zelândia seria movida para a primeira colocação). Em 19 de Fevereiro, o COI decidiu em favor dos brasileiros, rejeitando a moção do Comitê Olímpico Australiano.
| Atletas                                                          | Evento        | Final      | Final      | Final      | Final       | Final       | Final |
| Atletas                                                          | Evento        | 1ª corrida | 2ª corrida | 3ª corrida | 4ª corrida  | Total       | Pos.  |
| ---------------------------------------------------------------- | ------------- | ---------- | ---------- | ---------- | ----------- | ----------- | ----- |
| Ricardo Raschini Márcio Silva Claudinei Quirino Edson Bindilatti | quatro homens | 1:00.31    | 58.51      | 1:00.12    | Não avançou | Não avançou | 25    |

### Esqui alpino
| Atletas         | Evento                              | Final      | Final      | Final      | Final   | Final |
| Atletas         | Evento                              | 1ª Corrida | 2ª Corrida | 3ª Corrida | Total   | Pos.  |
| --------------- | ----------------------------------- | ---------- | ---------- | ---------- | ------- | ----- |
| Mirella Arnhold | slalom gigante feminino             | 1:20.17    | 1:29.00    |            | 2:49.17 | 43    |
| Nikolai Hentsch | downhill masculino                  |            |            |            | 1:56.58 | 43    |
| Nikolai Hentsch | super-G masculino                   | DNF        | DNF        | DNF        | DNF     | DNF   |
| Nikolai Hentsch | slalom gigante masculino            | 1:27.78    | 1:27.78    |            | 2:55.56 | 30    |
| Nikolai Hentsch | combinado downhill slalom masculino | 1:45.42    | DSQ        | DSQ        | DSQ     | DSQ   |

### Esqui cross-country
| Atleta           | Evento                   | Preliminares | Preliminares | Quartas | Quartas | Semifinal | Semifinal | Final   | Final |
| Atleta           | Evento                   | Total        | Pos.         | Total   | Pos.    | Total     | Pos.      | Total   | Pos.  |
| ---------------- | ------------------------ | ------------ | ------------ | ------- | ------- | --------- | --------- | ------- | ----- |
| Hélio Freitas    | clássico 15 km masculino |              |              |         |         |           |           | 54:06.8 | 93    |
| Jaqueline Mourão | clássico 10 km feminino  |              |              |         |         |           |           | 35:59.7 | 67    |

### Snowboard
Snowboard Cross
Na disputa do 9º ao 12º lugares, após uma largada ruim, o que fez com que estivesse atrás de todas, Isabel foi beneficiada por um acidente envolvendo todas as outras três participantes em sua corrida, assim vencendo a disputa e terminando na 9ª posição, a melhor posição de um atleta latino-americano em Jogos de Inverno.
| Atleta               | Evento                   | Preliminar | Preliminar | Oitavas | Quartas | Semifinal   | Final             | Final |
| Atleta               | Evento                   | Pontos     | Pos.       | Posição | Posição | Posição     | Posição           | Pos.  |
| -------------------- | ------------------------ | ---------- | ---------- | ------- | ------- | ----------- | ----------------- | ----- |
| Isabel Clark Ribeiro | snowboard cross feminino | 1:30.12    | 6 Q        |         | 3       | Não avançou | Disputa de 9-12 1 | 9     |

Legenda
| Recorde mundial      | Recorde mundial (World record)               |                       | Recorde africano                      | Recorde africano (African) |                                           | Q | Classificado por posição (Qualified) |
| Recorde olímpico     | Recorde olímpico (Olympic record)            | Recorde da América    | Recorde da América (Americas)         | q                          | Classificado por melhor tempo (Qualified) |   |                                      |
| Melhor marca do ano  | Melhor marca do ano (World leading)          | Recorde asiático      | Recorde asiático (Asian)              | DNS                        | Não largou (Did not start)                |   |                                      |
| Recorde nacional     | Recorde nacional (National record)           | Recorde europeu       | Recorde europeu (European)            | DNF                        | Não terminou (Did not finish)             |   |                                      |
| Recorde pessoal      | Recorde pessoal do atleta (Personal best)    | Recorde da Oceania    | Recorde da Oceania (Oceania)          | DSQ / DQ                   | Desclassificado (Disqualified)            |   |                                      |
| Recorde da temporada | Recorde da temporada do atleta (Season best) | Recorde sul-americano | Recorde sul-americano (South America) | NM                         | Sem marca (No mark)                       |   |                                      |